# Market Harborough
Market Harborough ist eine Stadt im District Harborough in der Grafschaft Leicestershire, England. Market Harborough ist 22,8 km von Leicester entfernt. Im Jahr 2011 hatte sie 22.911 Einwohner.

## Lage
Market Harborough liegt an der Grenze der englischen Grafschaften Northamptonshire und Leicestershire. Früher war die Stadt ein Verkehrsknoten für den Straßen- und den Schienenverkehr. Doch die von Süden nach Norden führende Autobahn A6 führt heute in einiger Entfernung östlich an der Stadt vorbei und die Ost-West-Verbindung A14 liegt etwa 10 Kilometer südlich.

## Geschichte
Market Harborough wurde zwischen 410 und 1066 von den Sachsen gegründet. Das kleine Dorf hatte damals den sächsischen Namen "hæferabeorg" (harborough), was man mit "Hafer-Hügel" übersetzen könnte. Im Jahr 1204 wurde dem Ort das Marktrecht verliehen. Seitdem wird an jedem Dienstag seit 1221 Markt abgehalten. Damals wurde auch der Ortsname um den Zusatz "Market" (Markt) erweitert.
Market Harborough liegt in einer Gegend, die als "Rockingham Forest" königlicher Jagdwald war und bereits vom mittelalterlichen König William I. genutzt wurde. An dieses Jagdrevier erinnert die heutige Rockingham Road.
Das Stadtbild wird geprägt durch den hohen Kirchturm der St. Dionysius Parish Church. Der Vorgängerbau wurde bereits im Jahr 1300 errichtet. Das Kirchengebäude stammt aus der Zeit um 1470.
Neben der Kirche steht die "Old Grammar School", ein Schulgebäude aus dem Jahr 1614. Sie steht auf Säulen über einer offenen Fläche, die als Marktplatz genutzt wurde.
Die Hauptstraße von Market Harborough, die High Street, ist geprägt von zahlreichen guterhaltenen Gebäuden aus der georgianischen Zeit.

## Persönlichkeiten
- Jane Cunningham Croly (1829–1901), US-amerikanische Journalistin, Kolumnistin und Führungsfigur des woman’s club movement
- Richard McCreery (1898–1967), Offizier
- Peter Herbert Jackson (1912–1983), Ruderer
- Jack Gardner (1926–1978), Boxer
- Jeremy Bulloch (1945–2020), Schauspieler
- Simon Park (* 1946), Komponist und Orchesterleiter
- Cameron Twynham (* 1996), Automobilrennfahrer

## Bildgalerie

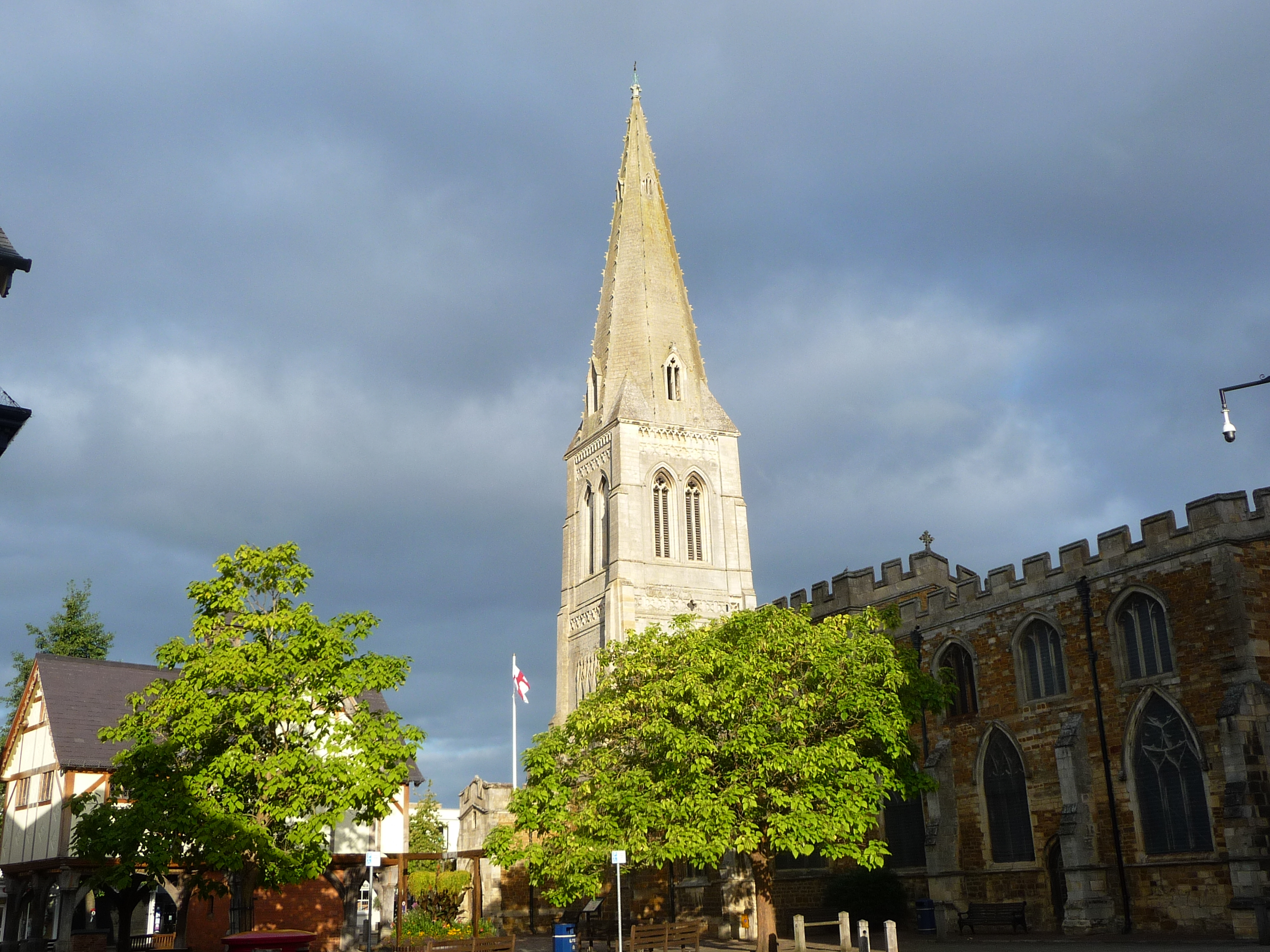
St Dionysius' Church
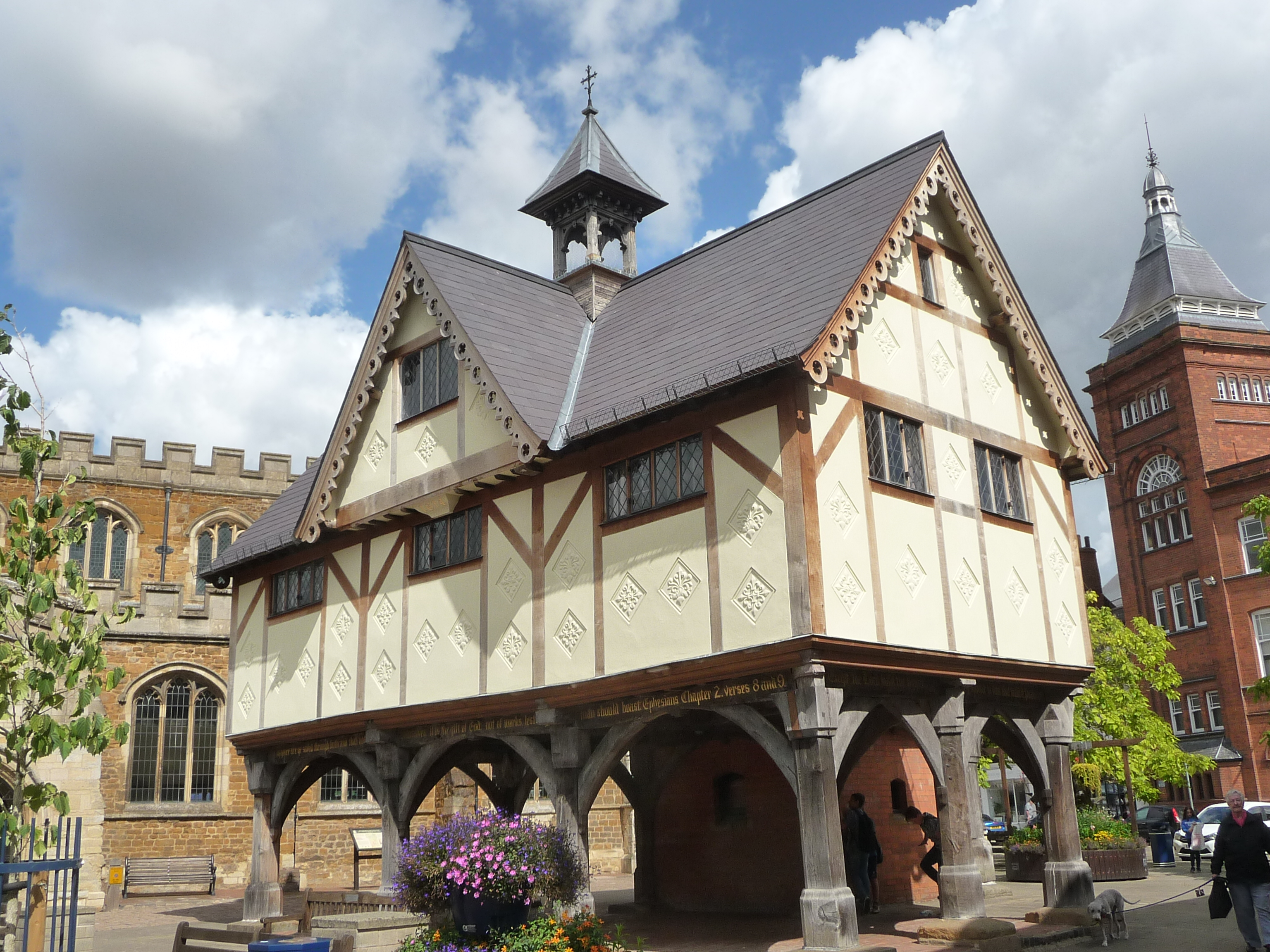
Old Grammar School
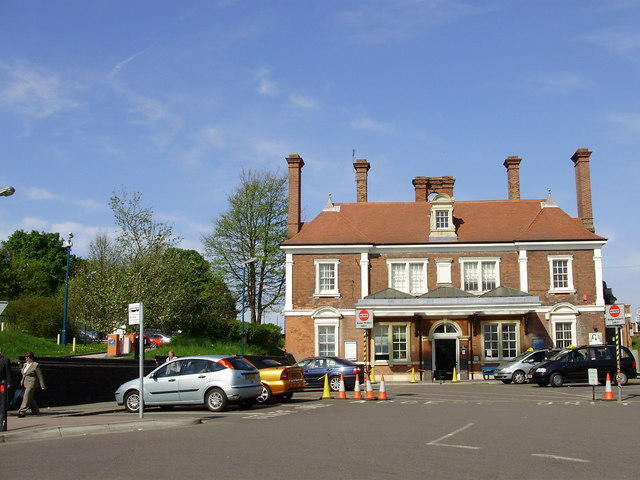
Bahnhof
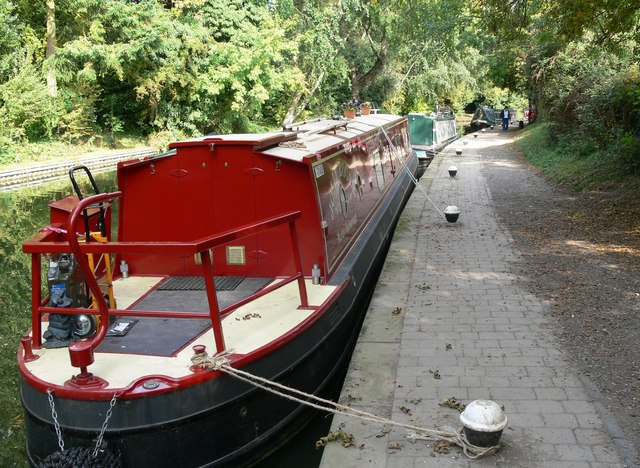
Kanal
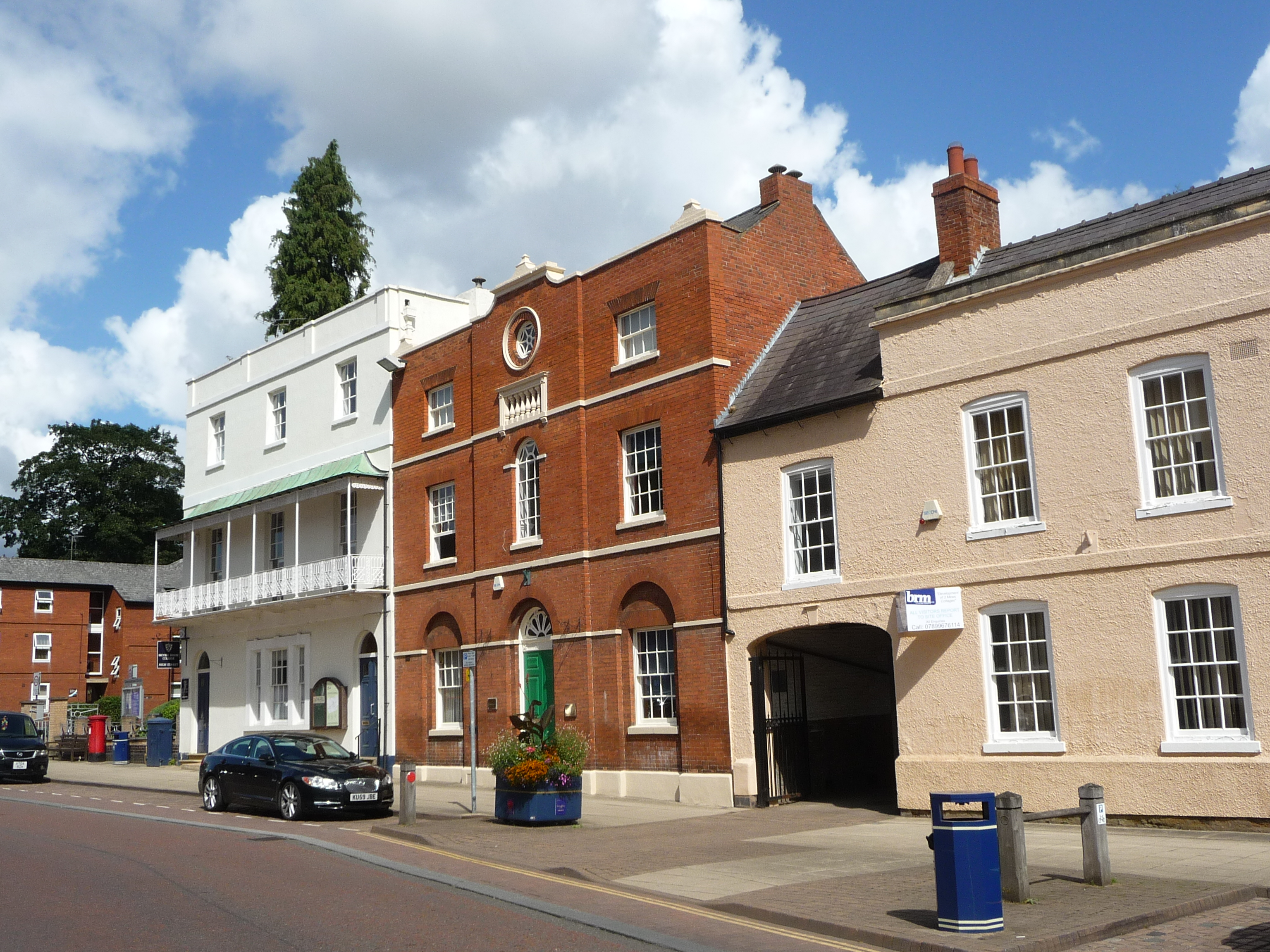
Straßenbild